# Pseudogaurax pallipes
Pseudogaurax pallipes är en tvåvingeart som beskrevs av Oswald Duda 1933. Pseudogaurax pallipes ingår i släktet Pseudogaurax och familjen fritflugor. Inga underarter finns listade i Catalogue of Life.